# Big Business
Big Business és un duo estatunidenc de heavy metal de Seattle, tot i que des del 2006 establert a la ciutat de Los Angeles. Jared Warren, exmembre del grup Karp, és el baixista i cantant, i Coady Willis, dels The Murder City Devils, és el bateria i segona veu. Val a dir, però, que en algunes gires han arribat a tenir fins a dos músics més com a components en directe de la formació, així com també algun guitarrista convidat. La seva música es caracteritza per un estil ràpid i contundent, amb molta força. Normalment se'ls classifica com grup de stoner rock o sludge metal, ambdós subgèneres dins del heavy metal. David Sabaté, en un article de Mondosonoro, defineix les seves melodies com a desbocades, contagioses i sorollistes. Han estat relacionats amb bandes com The Whip i Dead Low Tide. Big Business han estat de gira nombroses vegades als Estats Units i també en gires internacionals, arribant a Europa. El 2014, tocaren a la sala Razzmatazz de Barcelona com a teloners de Mastodon.

## Discografia

### Àlbums
- Head for the Shallow (2005; Hydra Head (CD), Wäntage USA (LP))
- Here Come the Waterworks (2007, Hydra Head)
- Mind the Drift (2009, Hydra Head)
- Battlefields Forever (2013, Gold Metal Records)
- Command Your Weather (2016, Joyful Noise / Gold Metal Records)
- The Beast You Are (2019, Joyful Noise / Gold Metal Records)

### EP i senzills
- Tour EP (2004, Wäntage USA)
- Tour EP II (2006, autopublicat)
- Tour EP III (2008, autopublicat)
- Biz Bot Remixes (2009, Hydra Head)
- Quadruple Single (2011, Gold Metal Records)
- "Battlefields" / "Into the Light" (Tour 7" single) (2012, Gold Metal Records)
- "Blacker Holes" (2014, Joyful Noise)
- True Gold Digital Single (2015, Gold Metal Records)
- Tour EP 4 (2018, Gold Metal Records)
- Tour EP V (2021)

### Recopilatoris
- Dope-Guns-'N-Fucking in the Streets Volume Thirteen: "You Need Surgery" (2014, Amphetamine Reptile Records)
- Solid Gold Metal (2004-2009) (2018, Joyful Noise)